# Лойперсдорф-Кіцладен
Лойперсдорф-Кіцладен (нім. Loipersdorf-Kitzladen) — громада округу Оберварт у землі Бургенланд, Австрія.
Лойперсдорф-Кіцладен лежить на висоті  368 м над рівнем моря і займає площу 15,87 км². Громада налічує 1261 мешканців. 
Густота населення 79/км².  
У громаду об'єднано два села: Лойперсдорф та Кіцладен. 
|                                               |
| Лойперсдорф-Кіцладен на мапі округу та землі. |

 Адреса управління громади: Loipersdorf 299, 7411 Loipersdorf-Kitzladen. 

## Демографія
Історична динаміка населення міста за даними сайту Statistik Austria

## Виноски
1. ↑  Dauersiedlungsraum der Gemeinden Politischen Bezirke und Bundesländer - Gebietsstand 1.1.2018 — Статистичне управління Австрії.
2. ↑  Einwohnerzahl 1.1.2018 nach Gemeinden mit Status, Gebietsstand 1.1.2018 — Статистичне управління Австрії.
3. ↑  www.loipersdorf-kitzladen.at. Архів оригіналу за 27 лютого 2022. Процитовано 15 березня 2022.
4. ↑  Gemeindedaten von Loipersdorf-Kitzladen. Архів оригіналу за 29 вересня 2007. Процитовано 19 листопада 2013.

| Австрія | Це незавершена стаття з географії Австрії. Ви можете допомогти проєкту, виправивши або дописавши її. |